# Bupleurum orientale
Bupleurum orientale är en flockblommig växtart som beskrevs av Sven E. Snogerup. Bupleurum orientale ingår i släktet harörter, och familjen flockblommiga växter. Inga underarter finns listade i Catalogue of Life.